# 1. liga 2003-2004
La 1. liga 2003-2004, undicesima edizione del torneo, vide la vittoria finale del Baník Ostrava.
Capocannoniere del torneo fu Marek Heinz (Baník Ostrava), con 19 reti.

## Avvenimenti
Alla quarta giornata il Brno si ritrova solo in cima alla classifica a punteggio pieno. Il Baník Ostrava va in fuga al sesto turno e non viene più ripreso dalle inseguitrici: a tre giornate dalla fine il Baník è a 57 punti, lo Sparta Praga, il Sigma Olomouc e lo Slavia Praga viaggiano a 49; la volata per il secondo posto viene vinta dallo Sparta che batte anche la capolista di Ostrava (2-1) mettendosi dietro Sigma Olomouc e Slavia Praga.
Per la prima volta nella storia del campionato ceco, lo Sparta Praga non ha mai raggiunto il primo posto solitario in classifica.

## Classifica finale
|     | Classifica         | G  | V  | N  | P  | GF | GS | Pt |
| --- | ------------------ | -- | -- | -- | -- | -- | -- | -- |
| 1.  | Baník Ostrava      | 30 | 18 | 9  | 3  | 60 | 25 | 63 |
| 2.  | Sparta Praga       | 30 | 16 | 10 | 4  | 48 | 24 | 58 |
| 3.  | Sigma Olomouc      | 30 | 16 | 7  | 7  | 43 | 24 | 55 |
| 4.  | Slavia Praga       | 30 | 15 | 7  | 8  | 43 | 24 | 52 |
| 5.  | Slovácko           | 30 | 14 | 6  | 10 | 43 | 37 | 48 |
| 6.  | Slovan Liberec     | 30 | 12 | 10 | 8  | 38 | 27 | 46 |
| 7.  | Tescoma Zlín       | 30 | 12 | 5  | 13 | 31 | 39 | 41 |
| 8.  | Dyn. Č. Budějovice | 30 | 11 | 7  | 12 | 38 | 38 | 40 |
| 9.  | Teplice            | 30 | 9  | 12 | 9  | 32 | 32 | 39 |
| 10. | Jablonec           | 30 | 8  | 14 | 8  | 27 | 32 | 38 |
| 11. | Marila Příbram     | 30 | 10 | 7  | 13 | 33 | 37 | 37 |
| 12. | Opava              | 30 | 8  | 7  | 15 | 34 | 55 | 31 |
| 13. | Chmel Blšany       | 30 | 8  | 6  | 16 | 34 | 54 | 30 |
| 14. | Brno               | 30 | 7  | 9  | 14 | 33 | 43 | 30 |
| 15. | Viktoria Žižkov    | 30 | 6  | 9  | 15 | 18 | 34 | 27 |
| 16. | Viktoria Plzeň     | 30 | 4  | 7  | 19 | 23 | 53 | 19 |

### Verdetti
- Baník Ostrava Campione della Repubblica Ceca 2003-04.
- Viktoria Žižkov e Viktoria Plzeň retrocesse in Druhá liga.

## Statistiche e record

### Classifica marcatori
| Gol |  |  | Giocatore          | Squadra            |
| --- |  |  | ------------------ | ------------------ |
| 16  |  |  | Marek Heinz        | Baník Ostrava      |
| 15  |  |  | Lubomír Reiter     | Sigma Olomouc      |
| 14  |  |  | David Lafata       | Dyn. Č. Budějovice |
| 12  |  |  | Milan Pacanda      | Zbrojovka Brno     |
| 11  |  |  | Filip Dort         | Opava              |
| 11  |  |  | Karel Poborský     | Sparta Praga       |
| 10  |  |  | Libor Došek        | Slovan Liberec     |
| 10  |  |  | Miroslav Matušovič | Baník Ostrava      |
| 9   |  |  | Zdeněk Pospěch     | Baník Ostrava      |

### Capoliste solitarie
- 4ª giornata:  Zbrojovka Brno
- Dalla 6ª alla 30ª giornata:  Baník Ostrava

### Record
- Maggior numero di vittorie:  Baník Ostrava (18)
- Minor numero di sconfitte:  Baník Ostrava (3)
- Migliore attacco:  Baník Ostrava (60 gol fatti)
- Miglior difesa:  Sparta Praga,  Sigma Olomouc e  Slavia Praga (24 gol subiti)
- Miglior differenza reti:  Baník Ostrava (+35)
- Maggior numero di pareggi:  Jablonec (14)
- Minor numero di pareggi:  Tescoma Zlín (5)
- Minor numero di vittorie:  Viktoria Plzeň (4)
- Maggior numero di sconfitte:  Viktoria Plzeň (19)
- Peggiore attacco:  Viktoria Žižkov (18 gol fatti)
- Peggior difesa:  Opava (55 gol subiti)
- Peggior differenza reti:  Viktoria Plzeň (-30)